# Aphiloscia sordida
Aphiloscia sordida är en kräftdjursart som beskrevs av Arcangeli 1950. Aphiloscia sordida ingår i släktet Aphiloscia och familjen Philosciidae. Inga underarter finns listade i Catalogue of Life.